# Feddersen Wierde
Koordinaten: 53° 39′ 40″ N, 8° 33′ 0″ O

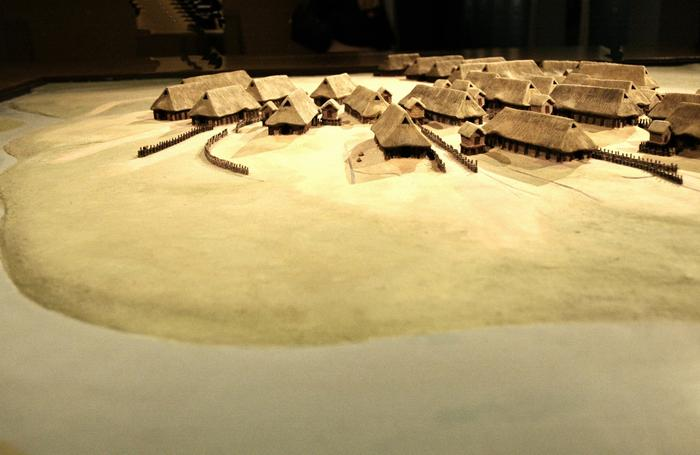
Feddersen Wierde

Die Dorfwurt Feddersen-Wierde war ein frühgeschichtliches Wurtendorf in der Seemarsch des Landes Wursten im Landkreis Cuxhaven. Der frühere Siedlungsplatz liegt zwischen den heutigen Orten Wremen und Mulsum nahe der Wesermündung. Er war vom 1. Jahrhundert v. Chr. bis ins 5. Jahrhundert von Altsachsen bewohnt, die wahrscheinlich danach nach England auswanderten. Eine umfassende archäologische Ausgrabung zwischen 1954 und 1963 erbrachte wertvolle Erkenntnisse über vorgeschichtliche Siedlungen in Norddeutschland.

## Siedlungsentwicklung
Die Feddersen-Wierde war bei Ankunft der ersten Siedler im frühen 1. Jahrhundert v. Chr. ein Brandungswall in der Marsch. Auf ihm errichteten sie ebenerdige Hofstellen, die in einer Reihe standen. Dies waren langgestreckte dreischiffige Wohnstallhäuser von etwa 20 m Länge und 5 m Breite. Zum Bau wurden Eichenpfosten als Pfeiler und lehmbeworfenes Flechtwerk als Wände verwendet. Ab dem späteren 1. Jahrhundert begannen die Bewohner zum Schutz gegen Meeresüberflutungen mit dem Wurtenbau. Sie schütteten für jedes neue Haus aus Mist und Klei ringförmige, etwa 1 m hohe Hügel auf. Durch die ständige Erhöhung entstanden Hof- oder auch Kernwurten. Aus ihrem Zusammenschluss zur Dorfwurt bildete sich im 3. Jahrhundert ein großes Wurtendorf auf einer um 4 m erhöhten Fläche heraus. Die Gesamtfläche der länglich, ovalen Fläche betrug rund 4 ha. In dieser Zeit hatte die Siedlung ihre größte Ausdehnung mit 26 Wohnstallhäusern und rund 300 Bewohnern. Berechnungen zufolge haben vermutlich rund 450 Stück Großvieh (Rinder, Schafe, Pferde, Schweine) auf der Wurt gelebt. Den Bewohnern standen in der Umgebung etwa 300 ha Land zur Verfügung. Es wurde größtenteils als Weideland und nur zum geringeren Teil als Ackerland genutzt.
Neben der Feddersen-Wierde bestanden parallel im Elbe-Weser-Dreieck weitere Wurten, beispielsweise im Land Wursten
die Wurten: Alsum, Barward, Dingen, Dorsum, Fallward.
Im 5. Jahrhundert wurde die Feddersen Wierde aufgegeben. Die Entwicklung brach abrupt ab, ähnlich wie bei anderen Siedlungen im Elbe-Weser-Dreieck. Es wird vermutet, dass die Bewohner nach England auswanderten. In dieser Zeit verließen mehrere germanische Volksstämme ihre angestammten Siedlungsgebiete und segelten auf die britische Insel, wo sie das Volk der Angelsachsen bildeten.
Im Laufe der rund 600-jährigen Siedlungsgeschichte entstanden auf der Feddersen-Wierde während 8 Siedlungsphasen etwa 175 Wohngebäude und 144 Speicherbauten.

## Hausbau

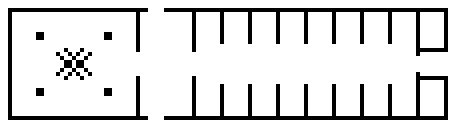
Schematische Skizze eines Wohnstallhauses nach den Befunden der Ausgrabung

Bei den Häusern der Feddersen Wierde handelt es sich um den Typ des Wohnstallhauses. Diese waren in einen größeren Stall- und einen kleineren Wohnbereich eingeteilt. Dabei lagen die Eingänge einmal an der Giebelseite des Stalles und jeweils an den beiden Seiten des Stalles unmittelbar vor dem Wohnbereich. Diese Eingänge wurden mit hölzernen Schwellen verstärkt, der Lehmboden davor mit Flechtmatten ausgelegt. Die Wände wurden aus Pfostenreihen gebildet, die die Dachlast trugen. Die Hauptlast lag aber auf den in Längsrichtung stehenden Innenpfosten. Alle Pfosten wurden durch Keile und Zapfen gegen ein Einsinken gesichert. Zwischen den Außenpfosten wurden Flechtwände angelegt, die aber keine tragende Funktion hatten.

## Siedlungsform
Die Wohnstallhäuser standen halbkreisförmig um einen freien Platz herum. Die Bebauung der Wurt bestand aus verschieden großen Wohnstallhäusern sowie einem Mehrbetriebsgehöft, einem großen Hof mit Nebengebäuden, der als „Herrenhof“ gedeutet wurde.
Ein großes Gebäude mit drei Flügeln ohne innere Unterteilungen wurde möglicherweise als Versammlungshaus genutzt. Gefunden wurden zudem ein Dreschboden sowie metallurgische Werkstätten für Bronze- und Eisenverarbeitung.

## Wirtschaftsweise
Das Nutzungsspektrum der Haustiere umfasste neben der Arbeitsleistung Grundprodukte wie Fleisch, Milch, Leder/Fell/Wolle oder Borsten sowie Dung und Knochen als Rohstoffe, wobei sich die Nutzung der einzelnen Haustierarten und die Qualität der Produkte zum Teil erheblich unterschieden haben müssen. Eine Arbeitsleistung dürfte vorwiegend von Rindern und Pferden als Reit- und Zugtieren erbracht worden sein. Dem Hund kam vermutlich die Aufgaben eines Wach- und Hütehundes zu, wobei das Leben der Hunde nicht selten durch zahlreiche Verletzungen und pathologische Veränderungen geprägt war.
Als Lieferanten von Leder dienten wohl vorzugsweise Rind, Pferd, Ziege und Schaf sowie Hund. Das Fleisch zu Nahrungszwecken gewann man von allen Haustierarten, auch dem Hund, was Untersuchungen der Spuren an den Hundeknochen von der Feddersen Wierde eindeutig belegen.
Jagd und Fischfang scheinen auf der auf landwirtschaftliche Erträge ausgerichteten Wurt nur geringes Interesse gefunden zu haben. Es gibt bislang nur wenige archäozoologische Nachweise von Landwildtieren, Meeressäugern und Fisch. Besonders beim Fisch muss aber dahingestellt bleiben, ob die Fundzahlen der tatsächlichen Bedeutung der Fischerei nahe kommen. Denn die Chauken haben nach Plinius (Naturalis historia XVI 1, 2-4) „von ihren Hütten aus [nach der Flut] Jagd auf zurückgebliebene Fische“ gemacht. Zudem bauten sie Gerste, Hafer und Weizen, aber auch Feldbohnen und Flachs an. Während der letzten Siedlungsphase nahmen die Sturmfluten erheblich zu, welche das Wirtschaftsland der Wurt häufiger überfluteten. Dies hing wohl mit einem Anstieg des Meeresspiegels zusammen. An importierten Gegenständen fanden sich römische Münzen, Bronzeartefakte und Vasen. Diese deuten an, dass ein Teil der eigenen Erzeugnisse auch in den Fernhandel gelangte.

## Archäologische Ausgrabung
Die Siedlung Feddersen-Wierde wurde zwischen 1954 und 1963 fast vollständig durch das „Niedersächsische Landesinstitut für Marschen- und Wurtenforschung“, das heutige Niedersächsisches Institut für historische Küstenforschung, in Wilhelmshaven ausgegraben. Grabungsleiter war der damalige Direktor der Einrichtung Werner Haarnagel. Die Fundstücke sind im Museum Burg Bederkesa in Bad Bederkesa ausgestellt. 1958 fand eine Exkursion von 530 Archäologen aus 50 Staaten zur Grabungsstätte statt. Sie waren Teilnehmer des V. Internationalen Kongresses für Vor- und Frühgeschichte in Hamburg.

### Baubefunde
Die Siedlung wurde zum Schutz vor Sturmfluten auf einem kleinen Hügel, einer Wurt, errichtet, der im Laufe der Zeit immer höher aufgeworfen wurde. Auf diese Weise entstand eine Abfolge von Siedlungsphasen, die umfassend archäologisch und naturwissenschaftlich untersucht werden konnten. Es blieben nicht nur die hölzernen Fundamente der Häuser bestehen, sondern auch die unteren Anfänge der Wände aus Flechtwerk. Da sich in der Geest die Siedlungen dieser Zeit aufgrund des schlechteren Bodens nicht erhalten haben, nimmt die Feddersen Wierde, neben der Fallward, eine Sonderrolle unter den eisenzeitlichen Siedlungen Niedersachsens ein. Als beispielhaft gilt bis heute die Anwendung naturwissenschaftlicher Methoden bei den Grabungen. So konnten auch Aussagen über die Entwicklung der Wurt, ihrer Wirtschaftsweise und Sozialstruktur getroffen werden. Eine vergleichbar gut dokumentierte Wurtensiedlung ist der Schleswig-Holsteinische Fundplatz Elisenhof.

### Heute
Die einstige Siedlung Feddersen-Wierde wurde nach ihrem Verlassen im 5. Jahrhundert nicht mehr bewohnt. Heute ist sie ein weidewirtschaftlich genutzter, grasbewachsener Hügel. Die frühere Ausgrabungsstätte ist nicht durch Schilder kenntlich gemacht. Sie befindet sich zwischen Mulsum und Wremen an einem Feldweg südwestlich von Wierde. Präsentationen zu dem Fundkomplex, unter anderem durch Hofmodelle, finden sich im Niedersächsischen Landesmuseum in Hannover, im Küstenmuseum Wilhelmshaven und im Museum Burg Bederkesa in Bad Bederkesa, hier werden auch zahlreiche der ausgegrabenen Funde ausgestellt.